# Георгиевское (Рамешковский район)
Георгиевское — село в Рамешковском районе Тверской области России. Относится к сельскому поселению Алёшино.

## География
Расположено в 4 км на юго-запад от центра сельского поселения деревни Алёшино и в 22 км на восток от районного центра Рамешки.

## История
В 1811 году в селе Георгиевское-Иногостицы была построена каменная Троицкая церковь с 3 престолами.
В конце XIX — начале XX века село входило в состав Алёшинской волости Бежецкого уезда Тверской губернии. 
С 1929 года село входило в состав Алёшинского сельсовета Рамешковского района Бежецкого округа Московской области, с 1935 года — в составе Калининской области, с 2005 года — в составе сельского поселения Алёшино.

## Население
| 1859 | 1989 | 2002 | 2008 | 2010 |
| ---- | ---- | ---- | ---- | ---- |
| 146  | ↘17  | ↘15  | ↘7   | →7   |